# Championnat d'Italie de rink hockey 1929
Navigation
Division Nationale 1928 Division Nationale 1930
L'édition 1929 du Championnat d'Italie de rink hockey est la 8e édition de cette compétition. La phase éliminatoire a eu lieu en mai et juin, tandis que la finale se déroule sur un terrain neutre le 22 juin. Elle se conclut par la victoire de l'US Triestina.

## Équipes participantes
- Hockey Novara
- Milan Skating
- Hockey Club Padova
- US Triestina
- Patavium Padova

## Compétition

### Formule
Sept équipes participent à la compétition. Les deux vainqueurs de chacune des deux poules de trois équipes rejoignent en finale l'équipe championne en titre.

### Poules
La première poule est remportée par le Hockey Novara devant le Milan Skating et le Patavium Padova.
La seconde poule est remportée par le Hockey Club Padova.

### Finale
| Rang | Équipe             | Pts | J | G | N | P | Bp | Bc | Diff |
| ---- | ------------------ | --- | - | - | - | - | -- | -- | ---- |
| 1    | US Triestina       | 2   | 2 | 1 | 0 | 1 | 5  | 9  | -4   |
| 2    | Hockey Club Padova | 2   | 2 | 1 | 0 | 1 | 8  | 5  | +3   |
| 3    | Hockey Novara      | 2   | 2 | 1 | 0 | 1 | 9  | 7  | +2   |

À la fin du tournoi, les trois équipes terminent toutes à égalités. Ce cas n'étant pas prévu par la fédération, celle-ci a décidé dans un premier temps de ne pas accorder le titre. Mais dans un seconde temps, elle l'a accordé à l'US Triestina.

### Sources
- (it) Cet article est partiellement ou en totalité issu de l’article de Wikipédia en italien intitulé « Serie A di hockey su pista 1929 » (voir la liste des auteurs).